# Hohn (Windhagen)
Hohn ist ein Ortsteil der Ortsgemeinde Windhagen im rheinland-pfälzischen Landkreis Neuwied. Der Ortsteil hatte am 31. Dezember 2022 762 Einwohner.

## Geographie
Hohn liegt in der Spitze knapp zwei Kilometer südlich des Ortszentrums von Windhagen, reicht aber mit einem Neubaugebiet nahe der Bundesautobahn 3 deutlich näher heran. Die Ortschaft erstreckt sich auf einem nach Süden zum Tal des Hallerbachs abfallenden Gelände und umfasst Höhenlagen zwischen 270 und 305 m ü. NHN. Nordöstlich grenzt ein Moorbirken-Eichenwald an, der aufgrund seiner regionalen Seltenheit als Biotopkomplex ausgewiesen ist. Zu den nächstgelegenen Ortschaften gehören Windhagen im Norden, Günterscheid im Osten, Vettelschoß im Südwesten und Frohnen im Nordwesten. In Hohn kreuzen sich die Kreisstraßen K 26 (Landesgrenze Richtung Rottbitze – Hallerbach – Unterelsaff) und K 28 (Grenze zu Aegidienberg – Windhagen – Hohn).

## Geschichte
Hohn gehörte zur Honschaft Rederscheid (früher auch als Hohner Honschaft bezeichnet) im Kirchspiel Windhagen und unterstand der Verwaltung des kurkölnischen Amtes Altenwied. Urkundlich in Erscheinung trat der Ort 1660 unter seinem heutigen Namen bei einer Inventur im Amt Altenwied, als hier fünf Häuser gezählt wurden. Die mundartliche Bezeichnung des Ortes lautet „Hon“ (kurzes, offenes o). Um 1670 entstand ein Kilometer südöstlich im Tal des Hallerbachs die Hohner Mühle, die zunächst als Ölmühle für die Einwohner von Hohn diente.
In preußischer Zeit (ab 1815) blieb Hohn ein Teil der Honschaft, später Gemeinde Rederscheid, seit 1823 im Verwaltungsbezirk der Bürgermeisterei Asbach. Im Rahmen von Volkszählungen erschien der Weiler mindestens bis 1830 unter der Bezeichnung Hahn, 1843 war er bereits als Dorf mit seinem heutigen Namen verzeichnet und umfasste neben 18 Wohn- 24 Wirtschaftsgebäude. Bis Ende des 19. Jahrhunderts zählte Hohn noch zu den größten Ortschaften der Gemeinde Rederscheid. 1880 kam es zu einem Großbrand, dem 11 Wohnhäuser samt Nebengebäuden zum Opfer fielen. Ab 1892 gehörte Hohn zum Zustellbereich der Postagentur Vettelschoß, 1931 erhielt es eine eigene Poststelle der Klasse II im Bezirk des Postamts Asbach, die auch den Ortsteil Frohnen abdeckte. 1953 wurde die Poststelle dem Postamt Linz zugeordnet.
Im Rahmen der rheinland-pfälzischen Verwaltungs- und Gebietsreform wurde Hohn am 7. November 1970 mit der Gemeinde Rederscheid in die Gemeinde Windhagen eingegliedert. Die zur vormaligen Gemeinde Rederscheid gehörende Gemarkung blieb bestehen. Als Folge der kommunalen Neugliederung wurde die Poststelle in Hohn 1973 aufgelöst. 1977 wurde Hohn an das Gasversorgungsnetz angeschlossen. Ende der 1980er-Jahre erfuhr die Ortschaft mit der Schaffung des „Wohnparks Windhagen-Hohn“ eine umfangreiche Erweiterung nach Norden, bis hin zum neuen Schul-, Sport- und Veranstaltungszentrum der Gemeinde Windhagen. Im Ortskern haben sich mehrere Fachwerkhäuser erhalten.
Einwohnerentwicklung
| Jahr | Einwohner |
| ---- | --------- |
| 1816 | 69        |
| 1828 | 96        |
| 1843 | 112       |
| 1885 | 87        |
| 1910 | 87        |
| 1987 | 149       |